# Francesco Guicciardini
Francesco Guicciardini (Florença, 6 de março de 1483 – Arcetri, 22 de maio de 1540) foi um historiador e estadista italiano.

## Carreira
O mais notável historiador da Itália renascentista. Inspirou-se em Tucídides. Um amigo e crítico de Nicolau Maquiavel, ele é considerado o maior escritor político da Itália Renascentista. Guicciardini é considerado como o pai da História Moderna, devido ao seu uso de documentos governamentais para verificar a sua chamada “História da Itália”.

## Obras
- Storie fiorentine ("History of Florence"; 1508-1510)
- Diário di Spagna (1512)
- Discorso di Logrogno ("Discourse of Logrogno"; 1512)
- Relazione di Spagna (1514)
- Consolatoria (1527)
- Oratio accusatoria (1527)
- Oratio defensoria (1527)
- Del reggimento di Firenze or Dialogo e discorsi del reggimento di Firenze (1527)
- Considerazioni intorno ai "Discorsi" del Machiavelli sopra la prima deca di Tito Livio (1528 ou possivelmente em 1530)
- Ricordi or Ricordi politici ou Ricordi civili e politici (1512-1530)
- Le cose fiorentine (1528-1531)
- Storia d'Italia (1537-1540)

## Publicações
- Francesco Guicciardini, Diálogo e discursos do regimento de Florença, Bari, Gius. Laterza & Filhos, 1932.
- Francesco Guicciardini, História da Itália, vol. 1, Pisa, de Niccolò Capurro, 1819.
- Francesco Guicciardini, História da Itália, vol. 2, Pisa, de Niccolò Capurro, 1819.
- Francesco Guicciardini, História da Itália, vol. 3, Pisa, de Niccolò Capurro, 1819.
- Francesco Guicciardini, História da Itália, vol. 4, Pisa, de Niccolò Capurro, 1819.
- Francesco Guicciardini, História da Itália, vol. 5, Pisa, de Niccolò Capurro, 1819.
- Francesco Guicciardini, História da Itália, vol. 6, Pisa, de Niccolò Capurro, 1819.
- Francesco Guicciardini, História da Itália, vol. 7, Pisa, de Niccolò Capurro, 1819.
- Francesco Guicciardini, História da Itália, vol. 8, Pisa, de Niccolò Capurro, 1820.
- Francesco Guicciardini, História da Itália, vol. 9, Pisa, de Niccolò Capurro, 1820.
- Francesco Guicciardini, História da Itália, vol. 10, Pisa, de Niccolò Capurro, 1820.
- Francesco Guicciardini, História da Itália. Livros 1.-16., Em Venetia, perto de Giorgio Angelieri, 1574.
- Francesco Guicciardini, Autobiográficos e escritos raros, Bari, G. Laterza e Figli, 1936.
- Francesco Guicciardini, Escritos políticos, Bari, G. Laterza, 1933.
- Francesco Guicciardini, História da Itália, vol. 1, Bari, G. Laterza, 1929.
- Francesco Guicciardini, História da Itália, vol. 2, Bari, G. Laterza, 1929.
- Francesco Guicciardini, História da Itália, vol. 3, Bari, G. Laterza, 1929.
- Francesco Guicciardini, História da Itália, vol. 4, Bari, G. Laterza, 1929.
- Francesco Guicciardini, História da Itália, vol. 5, Bari, G. Laterza, 1929.
- Francesco Guicciardini, contos florentinos de 1378 a 1509, Bari, G. Laterza, 1931.
- Francesco Guicciardini, Storia d’Italia: la Novara rinascimentale, editado por Carlo Groppetti, Novara, edições Interlinea, 2014
- Francesco Guicciardini, Storia d'Italia. Versão no idioma italiano de hoje, editado por Carlo Groppetti, 2 vol., Novara, Interlinea edizioni, 2019
- Francesco Guicciardini, Cartas, editado por Paola Moreno, Turim, Einaudi, 2022.